# 第20號鋼琴奏鳴曲 (貝多芬)
G大調第20號鋼琴奏嗚曲，作品編號49之2，是貝多芬的鋼琴奏鳴曲，於1805年與第19號共同出版，創作年份可以追朔至1795-96年，即是與他的第3號奏鳴曲及第2號協奏曲同期，不過樂譜手稿現時已失傳，只存有草稿及首發版樂譜。現時於大英博物館內藏有相關的草稿，而從草稿紙內發現的水印推斷，大約是在貝多芬1796年前往布拉格期間時使用的。
全曲演奏時間約為9至10分鐘。

## 背景
貝多芬早期的作品出版與其弟弟卡斯帕・安東・卡爾・范・貝多芬有着重要關係，卡斯帕對貝多芬的作品、尤其是早期時代有很大的決定權，他負責與樂譜出版商相討貝多芬樂譜出版事宜，因此，他會審視貝多芬的作品，決定該作品是否值得出版，部份樂譜因此或在交予卡斯帕後被遺失、甚至被毀掉。而第19號及第20號的出版，相信是卡斯帕在貝多芬不知情的情形下，把樂稿交予維也納美術工藝社出版。

## 樂曲結構
本奏鳴曲共有兩個樂章，分別是：
- 第一樂章：不太過份的快板，持續連奏（Allegro ma non troppo）
- 第二樂章：小步舞曲的速度（Tempo di Menuetto）

## 樂曲分析

### 第一樂章
依隨奏鳴曲式寫成，當中用上大量的八分音符三連音。

### 第二樂章
採取迴旋曲式的小步舞曲，結構為ABACA，共119小節。主題部由右手的附點節奏開始，配以左手八分立的分解和弦，之後整個旋律移高八度進行，並於主和弦上完結。
第1-4小節
第一插段亦可分為兩部份，首先是左、右手以四分音符和聲音程及十六分音符和八分音符的級進音列交織，然後在左手進行十六分音符分解和弦下，右手奏出以八分音符及十六分音符組合而成的樂句，於屬和弦中結束，並進入以主旋律附點節奏動機的過場，返回主旋律。
第20-23小節
第27-30小節
第二插段轉為C大調，在C音八度分解下，右手彈出以八分音符為主的新樂句，並以不同的組合方式帶出不同的感覺。最後以下行級進返回G大調及重新回到主旋律。
第67-72小節
主旋律第三次出現時，在兩句樂句中間加插了小段的伸延，最後以第一段的節奏動機為小結尾而結束。

## 引用
貝多芬把第二樂章的主旋律部份套用於1800年完成的作品20《七重奏》第三樂章內。因着不同的調性，在《七重奏》中採用的是降E大調。
第20號鋼琴奏鳴曲，第1-4小節
七重奏，第1-4小節

## 外部連結
- 波恩貝多芬之家有關《第19號》及《第20號鋼琴奏鳴曲》資料（德文）
- 希夫·安德拉斯談論貝多芬的《第20號鋼琴奏鳴曲》 （页面存档备份，存于）
- 貝多芬《第20號鋼琴奏鳴曲》：国际乐谱典藏计划上的乐谱
- 帕福利·江珀潘恩（Paavali Jumppanen）於伊莎貝拉嘉納藝術博物館內的演奏版本
- 贝多芬《第20号钢琴奏鸣曲》创作历程的介绍及对音乐内容的评论（英文）